# Wilhelm von Oertzen (1883–1945)

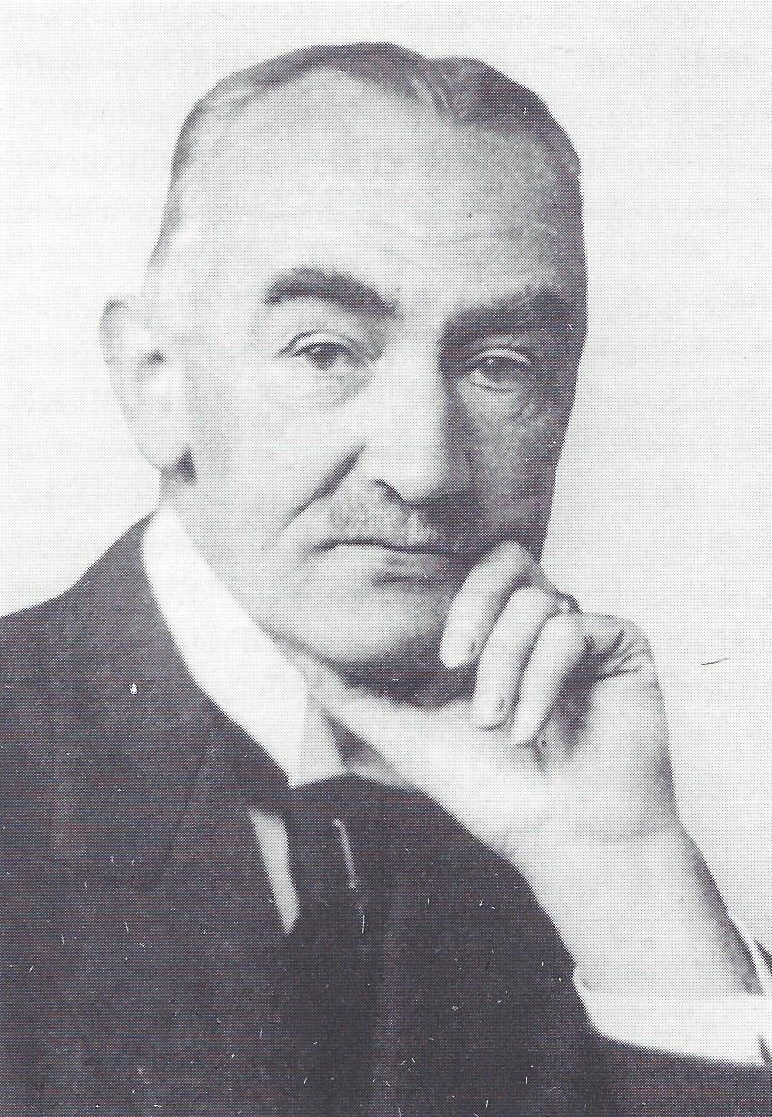
Wilhelm v. Oertzen

Wilhelm von Oertzen (* 6. Juni 1883 in Schwerin; † 4. Mai 1945 in Roggow bei Rerik) war ein deutscher Gutsbesitzer in Mecklenburg.

## Leben
Wilhelm von Oertzen war ein Sohn des mecklenburgischen Gesandten in Berlin und späteren Chefs der Verwaltungsbehörde des Großherzoglichen Haushalts Fortunat von Oertzen (1842–1922) auf Roggow und dessen Frau Adele Luise, geb. Gräfin von Bassewitz aus dem Haus Bristow (1847–1910). Detlof von Oertzen war sein jüngerer Bruder. Bernhard von Bassewitz-Levetzow sowie Carl von Bassewitz-Levetzow waren seine Onkels mütterlicherseits.
Er studierte an der Ruprecht-Karls-Universität Heidelberg. Mit Edmund von Thermann und Julius von Zech-Burkersroda wurde er 1904 im Corps Saxo-Borussia Heidelberg aktiv. Als Inaktiver wechselte er zum Sommersemester 1906 an die heimatliche Universität Rostock. Nach dem Referendarexamen exmatrikulierte er sich 1907.
Im November 1924 hatten Heinrich von Gleichen-Rußwurm und Hans Bodo von Alvensleben-Neugattersleben den Deutschen Herrenclub gegründet. Im Vorstand saß auch Wilhelm von Oertzen. Mit Heinrich von Gleichen-Rußwurm, Henning Baron Fölkersamb und Roland Brauweiler gründete er am 15. Juni 1926 in seinem Herrenhaus Roggow die Herrengesellschaft Mecklenburg. Sie war in die Organisationsstruktur des Deutschen Herrenclubs eingebunden.
Wichtiger Berater von Oertzen war der Düsseldorfer Fabrikbesitzer Carl vom Bruck, der ihm Kontakte zu Franz Bracht und Albert Vögler vermittelte, sowie Exkursionen junger Gutsbesitzer ins Ruhrgebiet organisierte.
In einem Brief an Adolf Hitler bewunderte er ihn dafür, wie konsequent er gegen die „Segnungen des internationalen Marxismus“ vorging. Er glaube deshalb „persönlich an das Durchdringen der nationalsozialistischen Idee“. Viele Male wollte v. Oertzen Hitler für einen Vortrag gewinnen – immer vergeblich. Selbst Adolf Friedrich zu Mecklenburg, der Hitler persönlich kannte und seinem Programm aufgeschlossen gegenüberstand, konnte ihn nicht umstimmen. Wilhelm v. Oertzen war verstimmt, setzte aber nach dem Scheitern des Kabinetts Papen – wie viele andere auch – auf Hitler als neue Führungspersönlichkeit. Nach der Reichstagswahl März 1933 schrieb er in einem Brief an Paul Lembke in Mülheim an der Ruhr:

„Hitler wächst anscheinend in seine Aufgabe hinein, nicht mehr nur Trommler und Redner zu sein, sondern wirklich Staatsmann zu werden. Jedenfalls bin ich mit seinen Reden mehr und mehr einverstanden, und besonders war seine Geste gegenüber Hindenburg sehr hübsch. Den 21. [März 1933] kann man nun wohl als die Geburtsstunde des dritten Reiches ansehen. Wir selbst haben auch den Tag in Alt Gaarz sehr nett mit Stahlhelm und S.A. und den Kriegervereinen sowie einem Holzstoss und einem Fackelzug gefeiert, wo ich eine Rede am brennenden Feuer halten musste. Nun wird es darauf ankommen, diese Einigkeit im Volke sowohl wie in der Regierung zu erhalten. Eine grosse und schwere Aufgabe, besonders angesichts der aussenpolitischen Lage!“

Oertzens Aufnahme in die Nationalsozialistische Deutsche Arbeiterpartei stand die persönliche Fehde mit dem Gauleiter Friedrich Hildebrandt – einem ehemaligen Landarbeiter – entgegen. Hildebrandt war erbost über die mecklenburgische Ritterschaft, die ihn offen als Mörder Andreas von Flotows bezeichnet hatte. Wilhelm v. Oertzen unternahm alles, um Hildebrandts Misstrauen zu entkräften. Am 8. Januar 1934 kam es zu einer Aussprache in Neubukow. Oertzen riet dem Gauleiter, ein paar Worte der Anerkennung für diejenigen zu finden, die zwar keine Parteigenossen waren, aber unbedingt von Geburt, Stellung, Erziehung mit Selbstverständlichkeit national seien. Diese fühlten sich zurückgeschoben und seien daher gekränkt, aber nicht oppositionell gegen den heutigen Staat. Hildebrandt stieß sich natürlich auch an v. Oertzens Unterstützung von Franz von Papen, der „süddeutsch katholischen Gefahr“ für das Hitlerregime. Wilhelm v. Oertzen betonte erneut, „seit vielen Jahren im Sinne und Geiste des nationalsozialistischen Geistes gearbeitet zu haben“. Hildebrandt lenkte ein und stellte eine Aufnahme in die NSDAP in Aussicht. Vertraulich bekundete er, „für die Erhaltung des Großgrundbesitzes in gesunder Mischung mit Bauernstellen“ zu sein; die „hundertprozentige Bauernpolitik“ von Walter Darré und Walter Granzow lehne er ab. Nach diesem Gespräch entspannte sich das Verhältnis von Partei und Herrengesellschaft vorübergehend. Wilhelm v. Oertzen wurde nicht in die NSDAP aufgenommen. Seine Begeisterung für den „Staatsmann“ Hitler schlug bald in Skepsis und während des Krieges in abgrundtiefe Verachtung um. Er hatte auf den Falschen gesetzt.
Verheiratet war v. Oertzen mit Gerda geb. Gräfin von Westarp (1888–1945). Von den Kindern des Paares fielen die Söhne Jürgen (1913–1941) und Frithjof (1917–1943)  im Zweiten Weltkrieg. Als am 4. Mai 1945 Soldaten der Roten Armee das Herrenhaus plünderten, beging Wilhelm von Oertzen Suizid; zuvor hatte er seine Frau erschossen.

## Siehe auch

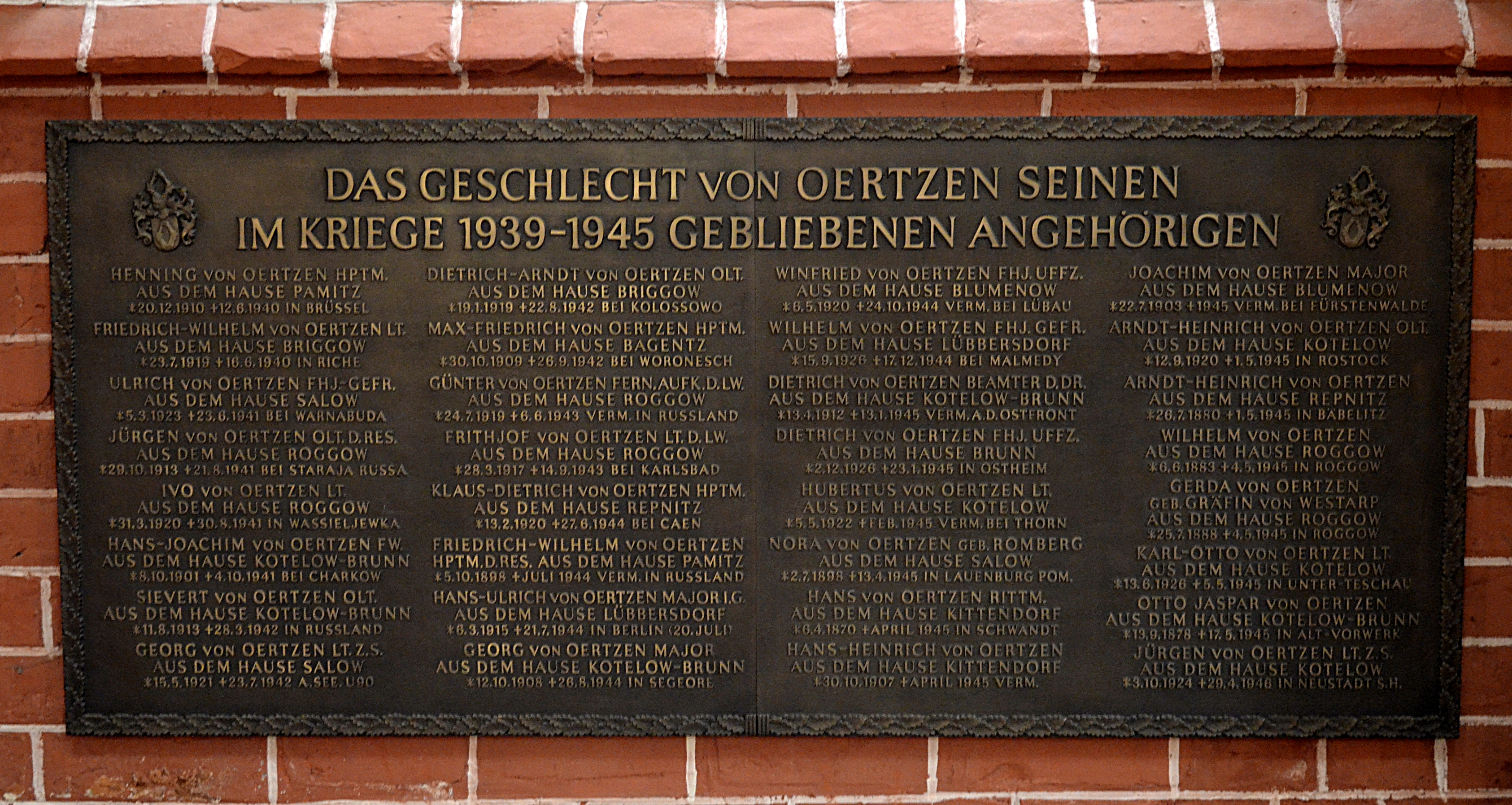
Gedenkplatte für die im Kriege 1939-1945 gebliebenen Angehörigen der Familie v. Oertzen mit Wilhelm und Gerda v. Oertzen, im Doberaner Münster

## Schriften
- Taschenbuch des Geschlechts von Oertzen. Rostock 1936.